# Драгойна (руини)
Археологическият обект локализиран на връх Драгойна представлява руините на голям средищен център, който е функционирал близо тринадесет века – от късна Бронзова епоха до ранната Античност, съизмерим по значимост с Небет тепе и Перперек.
Фортификационните съоръжения и светилищен комплекс открити на връх Драгойна са сред най-големите и най-дълго проучвани археологически обекти на територията на България. Планинският масив Драгойна, е разположен в най-северната част на Родопите, на територията на съвременна Южна България.

## Описание и особености
Обектът е разположен връх на билото на връх Голяма Драгойна върху площ от около 3 декара. Най-високата част, от около 2 декара е оградена с каменна стена, от която на повърхността личи каменен разсип с ширина от 4 до 10 m. Разсипът е в основната си част е от необработени местни камъни, а на места от обработени блокове с различни размери. Блоковете са от туфозни пясъчници, отличаващи се от местните риолити. По източните склонове на масива Драгойна се забелязва античен път. Ясно личат иманярските набези, които са разрушили ценни исторически данни.
Обектът е разположен под билото на едноименния връх, до кратера на Драгойновския вулкан. Скалите в района са съставени от латитови лавови потоци, като самият връх е в пределите на паразитен магмен канал с добре изобразени субвертикални слоеве на течение.
Благоприятното географско разположение на върха вероятно е било една от причините за укрепването и заселването на планинското възвишение. В подножието му Тракийската низина се среща с Родопа планина, а видимостта е до 30 – 40 km.

## Археологически разкопки и проучване

### Откритие
За първи път възвишението е регистрирано като археологически обект от българския археолог проф. Иван Велков през 1950-те години.
Златният пръстен с надпис на тракийски език, намерен през 1912 година при разкопки в близкото с.Езерово в надгробна могила в местността „Пърженака“ и другите древни артефакти – златна диадема, малка златна лъжичка и бронзово огледало още тогава карат археолозите да предположат, че в някъде района е съществувал важен средищен древнотракийски център синхронен на находките от могилата. (Езеровският златен пръстен е с най-дългия надпис на тракийски език намиран от археолозите на територията на България.)

### Археологически проучвания
Археологическите проучвания на обекта започват в периода 2004 – 2006 г. от археологически експедиции на Пловдивския археологически музей, ръководени от ст.н.с. д-р Костадин Кисьов.
Ръководител на екипа провеждащ проучването на обекта е българската археоложка Елена Божинова. През 2010 г. учените оповестяват, че наблизо е имало град изграден от древните траки – най-големият, разкриван на територията на Южна Тракия. Селището е било активно от ХVIII до III век пр. Хр.
На самия връх Драгойна, са разкрити основите на една от най-големите тракийски крепости. Висок едва 813 m, той се извисява над Тракийската низина и има изключителна стратегическа позиция с поглед върху територия с диаметър над 100 km – Пловдив на запад, Хасково на изток, Чирпан на север и Родопите на юг.
Съдейки по фрагментите от вносна микенска керамика през Късната бронзова епоха обитателите на обекта са поддържали връзки с големите цивилизации на Източното Средиземноморие. Според Божинова, това е най-ранната микенска керамика, открита в Тракия, и единствената на север от Родопите. Също така тя отбелязва, че местната керамика от този период е сред най-богато украсените и поставя Драгойна сред едни от водещите центрове в Тракия през този период.
Според проучванията, обектът е имал изключително динамично развитие през вековното си съществуване – селището е променяло границите и функциите на отделните части, измествал се е и центърът на обитаваната територия, върху върховете са изградени сложни укрепления, осъществени са масивни изсичания на скалите и мегалитните градежи.
В района са открити уникални скални двуезични надписи – най-дългият от които е 17 реда, в който част от думите и буквите са на гръцки, а другите са изписани на кирилица.
По източните склонове на масива Драгойна има запазени отделни следи от античен път.
По време на разкопките през 2004 г. са регистрирани 18379 фрагмента местна керамика, от които 89% са от съдове, работени на ръка и 11% от съдове, работени на грънчарско колело. Сред работената на ръка керамика 441 фрагмента са с украса. Най-висок е процентът на канелираната керамика, следвана от керамиката с врязана украса и керамика тип Furchenstich. Незначително са застъпени щампована и набодената украса. От керамиката на колело повърхността на 888 фрагмента е в гамата на сивия цвят, а на 713 в гамата на червения. В разрушения стратиграфски контексти са открити и 11 средновековни керамични фрагмента (10 от периода ХІІ – ХІV век и 1 след ХV век).
До есента на 2010 г. в района са открити амфитеатрална каменна площадка, както и 50 могилни насипа, вероятно древнотракисйки (все още неизследвани).
През 2013 г. екипът на Божинова открива много ценна находка на обекта – тракийски стила (писци), което е доказателство за това твърдение, че древните обитатели на мястото са били грамотни.
През ноември месец 2014 г. археолозите осъществяват десет дневно теренно проучване на археологически паметници в землищата на близките села Езерово и Воден. Екипът на Божинова регистрира много голям обект в по-ниските части на рида Драгойна, който според тях е свързан с другата, съседна крепост Хасаря. Открити са около тридесет на брой жилищни квартали, укрепени със стабилна каменна архитектура и
разположени по стръмните склонове. Божинова предполага, че вероятно са това са основи на рударски селища, добивали и експлоатирали руди в района.

### Датиране
Според резултатите от проучванията, крепостта е функционирала без прекъсване от началото на късната Бронзова епоха (ХVІ век пр. Хр.) до края на ранната Елинистическа епоха (ІІ век пр. Хр.).

### Светилищен комплекс
Археолозите са разкрили и основите на древно тракийско светилище разположено в рамките на фортификационното съоръжение, с площ от около 1 декар, оградено с каменна стена, от която на повърхността личи разсип, широк 4 – 10 m. В основната си част разсипът е от местни камъни – отломки, но също така са запазени и обработени камъни. Според археоложката Елена Божинова има основания да се твърди, че това светилище, което е разположено на границите между териториите на няколко тракийски племена, е било място за междуплеменни контакти. Интересен е фактът, че никъде в култовия комплекс не са открити животински кости, което навежда научният екип на мисълта, че по време на ритуалите в чест на боговете не са извършвани кървави жертвоприношения. В рамките на светилището, археолозите са открили цяла колекция от фибули и прешлени за вретено, които вероятно са оставяни в дар на божествата.

## Предания и легенди
Местните жители на селата в Първомайско разказват предание за владетелката Драгойна от славянското племе драгувити, която била в непрекъсната война с византийците. Според преданието резиденцията на владетелката се намирал на връх Голяма Драгойна и в нейна чест, след смъртта ѝ, мястото било именувано на нея. През 1930-те години дори била написана и поставена пиеса за владетелката Драгойна в местното читалище.
Районът на Драгойна се свързва и с друга местна легенда, свързана с Ангел войвода, роден в село Драгойново. Борецът за свобода с рождено име Ангел Кариотов ръководел добре организирана чета от около 40 хайдути, която оперирала в Пловдивско и Хасковско край в периода 1832 – 1862 г.
В наши дни в района на връх Драгойна могат да се видят камъни, на които са издълбани текстове свързани с Ангел войвода – „Тук през 1832 г. Ангел войвода решава да стане хайдутин“. Малко преди с. Драгойново е разположен паметник в нивата, където се предполага, че е роден легендарният хайдутин през 1812 година. Друг камък, разположен в района, „разказва“, че на това място е бил караулният пост на войводата, където т.нар. „изедници“ са му плащали налог.

## Опазване, консервация и социализация
Археологическото проучване на обекта се финансира почти изцяло от Община Първомай, а проекта за социализация и консервация на мястото има силен поддръжник в лицето на кмета на град Първомай Ангел Папазов. Всеки сезон за обекта общината отпуска сумата от 10 000 лв. за целите на археологическото проучване на обекта.
През 2013 г. Община Първомай започва подготовката на проект, който има за цел да направи археологическия обект връх Драгойна достъпна туристическа дестинация. Проектът предвижда максимално разкриване на археологическите находки там и изграждане на съпътстваща инфраструктура, която да бъде съобразена с даденостите на терена и с ресурсите на общината.